# Малая советская энциклопедия
Ма́лая сове́тская энциклопе́дия, МСЭ (в выходных сведениях — Малая Советская Энциклопедия; сокращённо МСЭ) — универсальная энциклопедия среднего объёма, выпускавшаяся в СССР издательством «Советская энциклопедия». Первая по времени завершения многотомная советская энциклопедия. Главные редакторы — Николай Мещеряков (1-е и 2-е издания) и Борис Введенский (3-е издание).

## История

### Первое издание
1-е издание МСЭ вышло в 1928—1931 годах тиражом 144 тысячи экземпляров. Оно состояло из 10 томов, содержащих более 30 тысяч статей, в которых наибольшее внимание отводилось вопросам экономики и политики, а также технике. 2 и 3 тома 1-го издания МСЭ были переизданы в 1936—1938 годах, причём каждый том включал два полутома. Допечатка тиражей 1, 7 и 10 томов производилась в 1932 году.
В предисловии к МСЭ отмечалось, что она «…призвана стать рупором пролетарской революции и средством для прояснения классового сознания широких масс трудящихся, орудием просвещения и строительства…»
Тома:
1. Аа — Ваниль, 1928 г.
2. Ванини — Дротик, 1929 г.
3. Дрофы — Ковалик, 1929 г.
4. Ковальская — Массив, 1929 г.
5. Массикот — Огнев, 1930 г.
6. Огневки — Пряжа, 1931 г.
7. Прямая — Скулы, 1930 г.
8. Скульптура — Тугарин, 1930 г.
9. Тугендбунд — Шверник, 1931 г.
10. Швеция — Яя, 1932 г.

### Второе издание
2-е издание МСЭ было выпущено в 11 томах. Планировалось издать все тома с 1933 по 1937 год, но по причинам конъюнктурного порядка в период с 1933 по 1936 год вышли первые четыре тома, пятый том готовился к рассылке подписчикам в 1937 году, а шестой сдан в производство, седьмой готовился к сдаче в производство (впоследствии их тираж был полностью уничтожен, причины см. ниже). С 1937 по 1941 год вышли 10 томов, но из-за начавшейся Великой Отечественной войны оставшийся 11-й том был издан только в 1947 году. Как и у первого издания, тираж был сравнительно небольшой и составил 100 тысяч экземпляров, а объём написанного — 790 авторских листов. Официально, первые 4 тома были выпущены повторным изданием с исправлениями и дополнениями.
Тома:
1. Аа — Болгары, 1933/1937 г.
2. Болдуин — Гарнец, 1934/1939 г.
3. Гарни — Днепр, 1935/1936 г.
4. Днепровская низменность — Ислам, 1935/1936 г.
5. Исландия — Кумы, 1936/1937 г.
6. Кумыки — Модика, 1936/1937 г.
7. Модильяни — Партнёр, 1938 г.
8. Парторг — Революционный трибунал, 1939 г.
9. Революция — Срочные, 1941 г.
10. СССР — Ульяновск, 1940 г.
11. Ульяновская область — Яя, 1947 г.

В связи с тем, что выход первых шести томов второго издания совпал по времени с Большим террором, первые тиражи МСЭ второго издания (как и все тома МСЭ первого издания) впоследствии пришлось спешно изъять и уничтожить, а затем переиздать первые шесть томов «с исправлениями и дополнениями» в 1937—38 году, так как они содержали обилие статей об объявленных «врагами народа» политических и военных деятелях, некоторые из авторов статей также оказались среди репрессированных «врагов народа». В результате указанные тома, изданные в 1933—1936 гг. без «исправлений и дополнений», ныне являются библиографическим раритетом и антикварной ценностью.

### Третье издание
3-е издание МСЭ выходило в 1958—1960 годах. Всего было выпущено 10 томов тиражом 290 тысяч экземпляров. Объём издания составил 960 авторских листов. В отличие от двух первых изданий, в этом число статей было в два раза меньше (около 50 тысяч), что позволило, как отмечает БСЭ «кратко, но полнее, чем в предыдущих изданиях, осветить важнейшие понятия и термины, встречающиеся в современной политической, научной, художественной литературе и публицистике, дать лаконичное объяснение многих частных терминов, в том числе и иноязычного происхождения». Средний размер статей составил 800 печатных знаков, хотя союзным республикам, зарубежным государствам, отдельным наукам, отраслям экономики, техники, искусства были посвящены крупные по объёму обзоры. В 3-м издании тематика статей распределилась следующим образом: Около 50 % всех статей — естествознание и техника, 34 % — общественно-политические и исторические науки, около 16 % — литература и искусство. Свыше 10 % статей — биографические. При этом около 25 % статей были снабжены библиографическими списками. В 3-м издании МСЭ было представлено свыше 12 тысяч иллюстраций, многие из которых уже были цветными, а также 170 цветных карт. В 1961 году для удобства поиска дополнительно был издан Алфавитный предметно-именной указатель. В создании 3-го издания МСЭ принимали участие более 3 тысяч авторов.
Тома:
1. А — Буковина
2. Буковые — Горняк
3. Горняцкий — Илосос
4. Илоты — Котангенс
5. Котантен — Минерва
6. Минёры — Первомайка
7. Первомайск — Рубе
8. Рубежное — Сферолиты
9. Сферосомы — Хайфон
10. Хайхэ — Яя

## Галерея

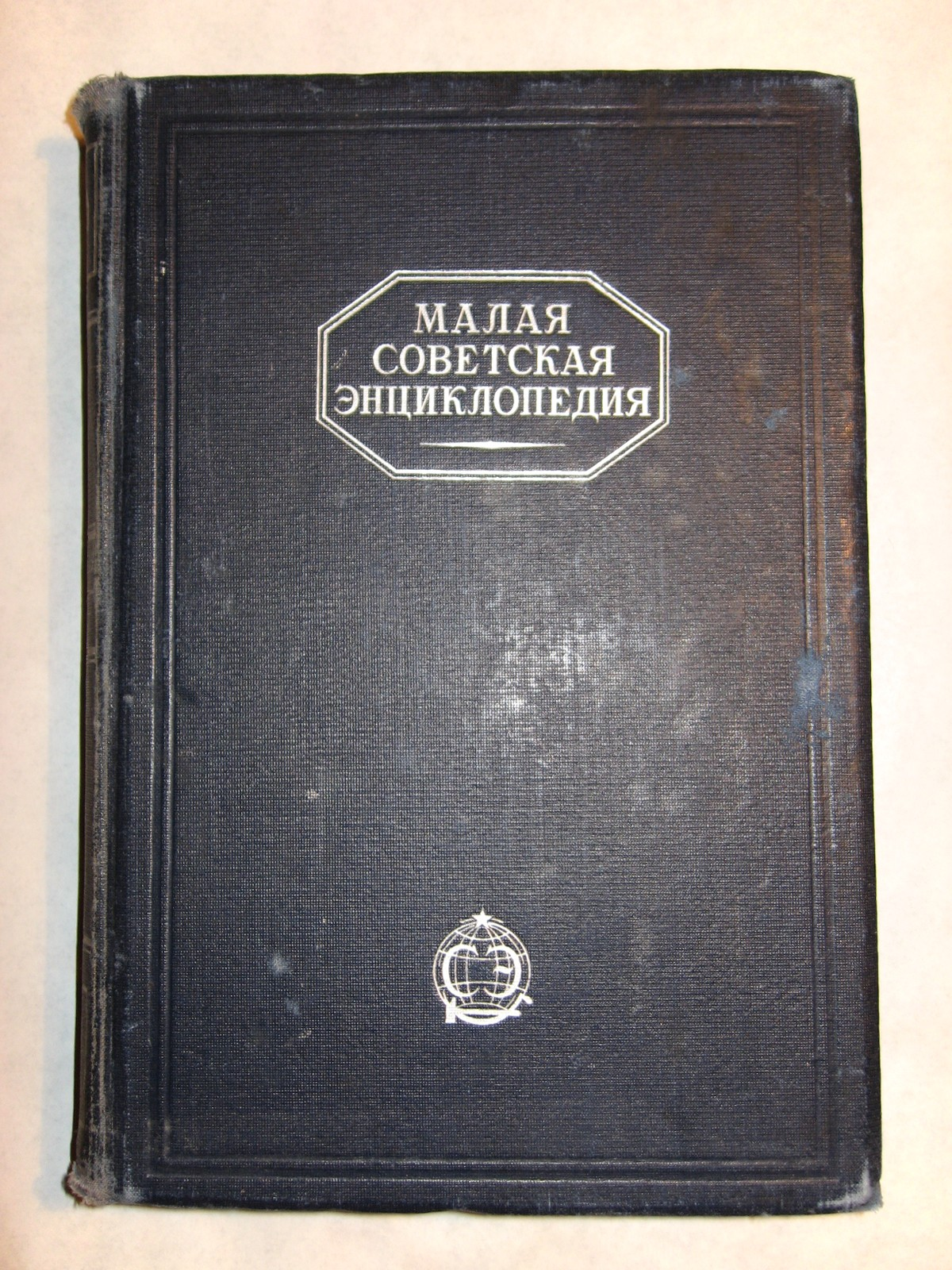
Обложка первого издания
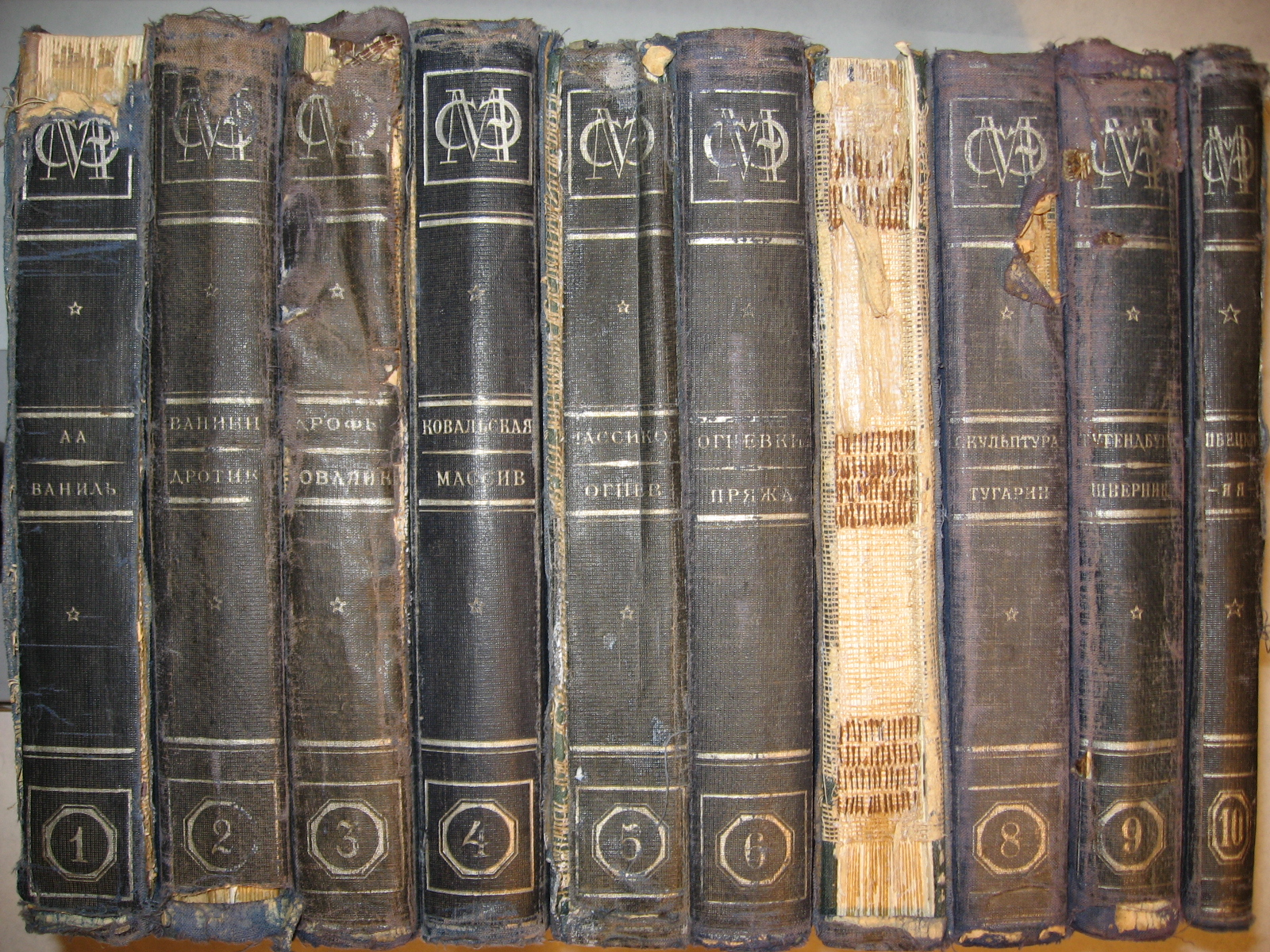
Первое издание на полке
Обложка третьего издания
Эмблема МСЭ
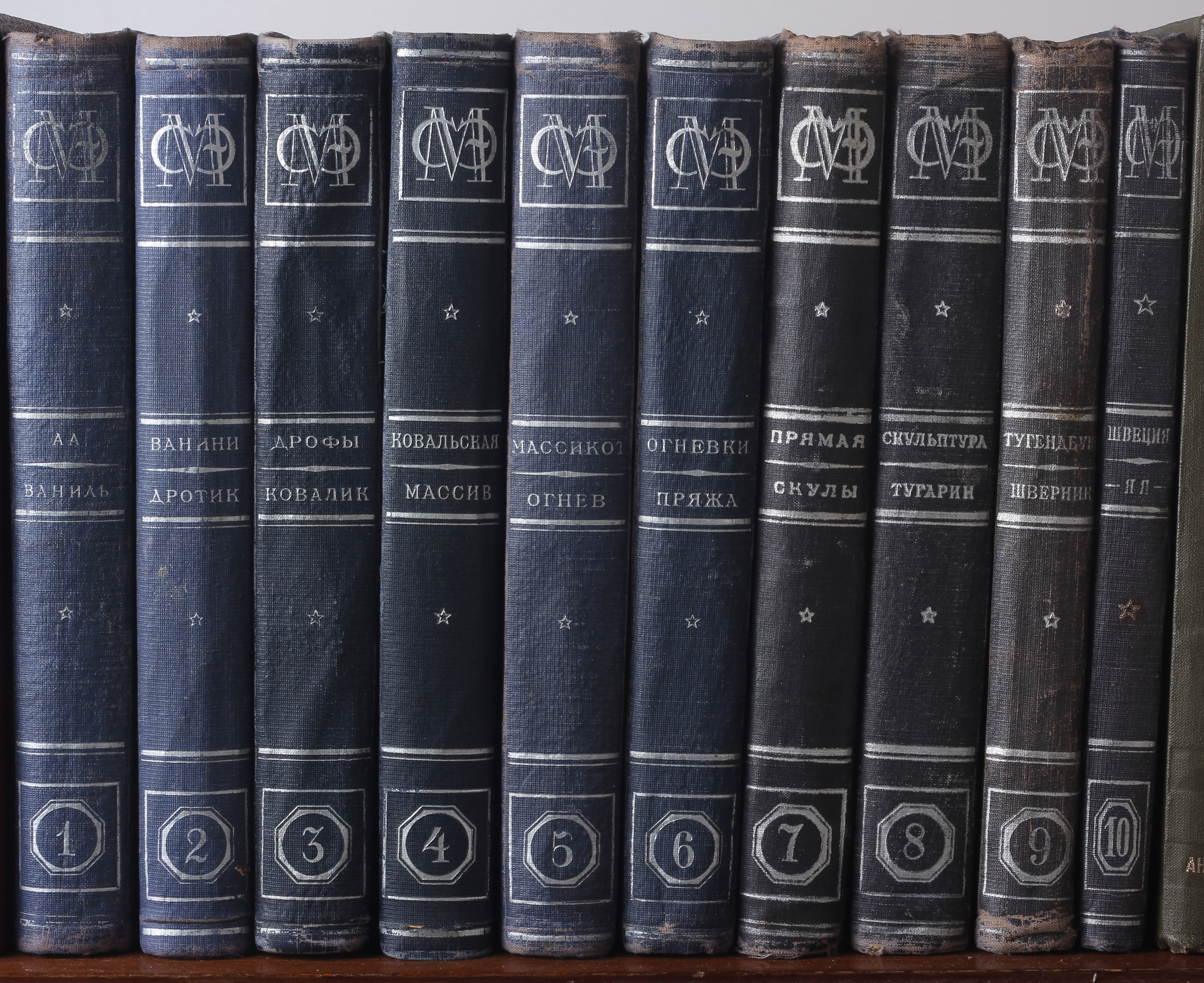
Корешки томов первого издания
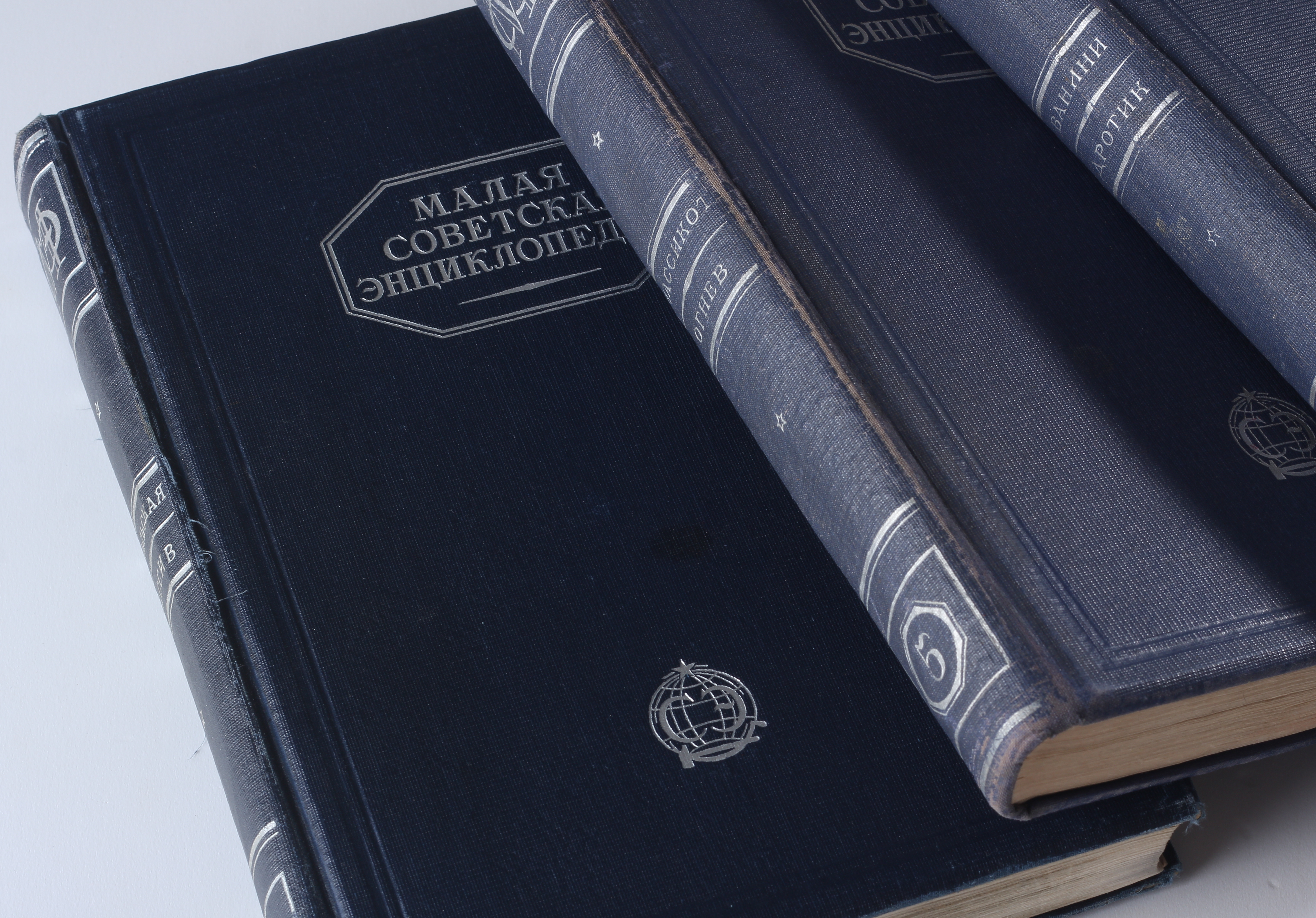
Малая советская энциклопедия (первое издание)
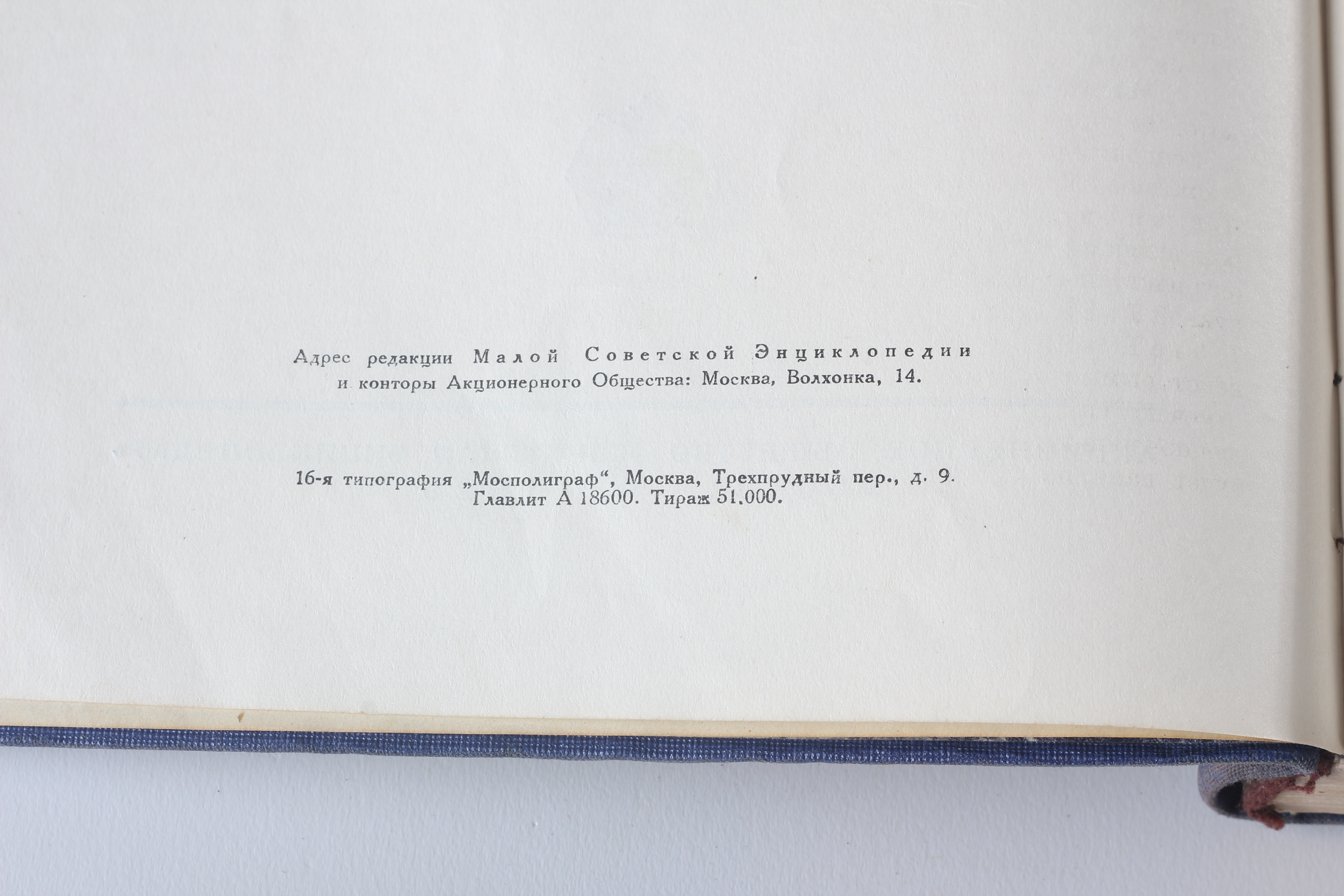
Выходные данные первого издания
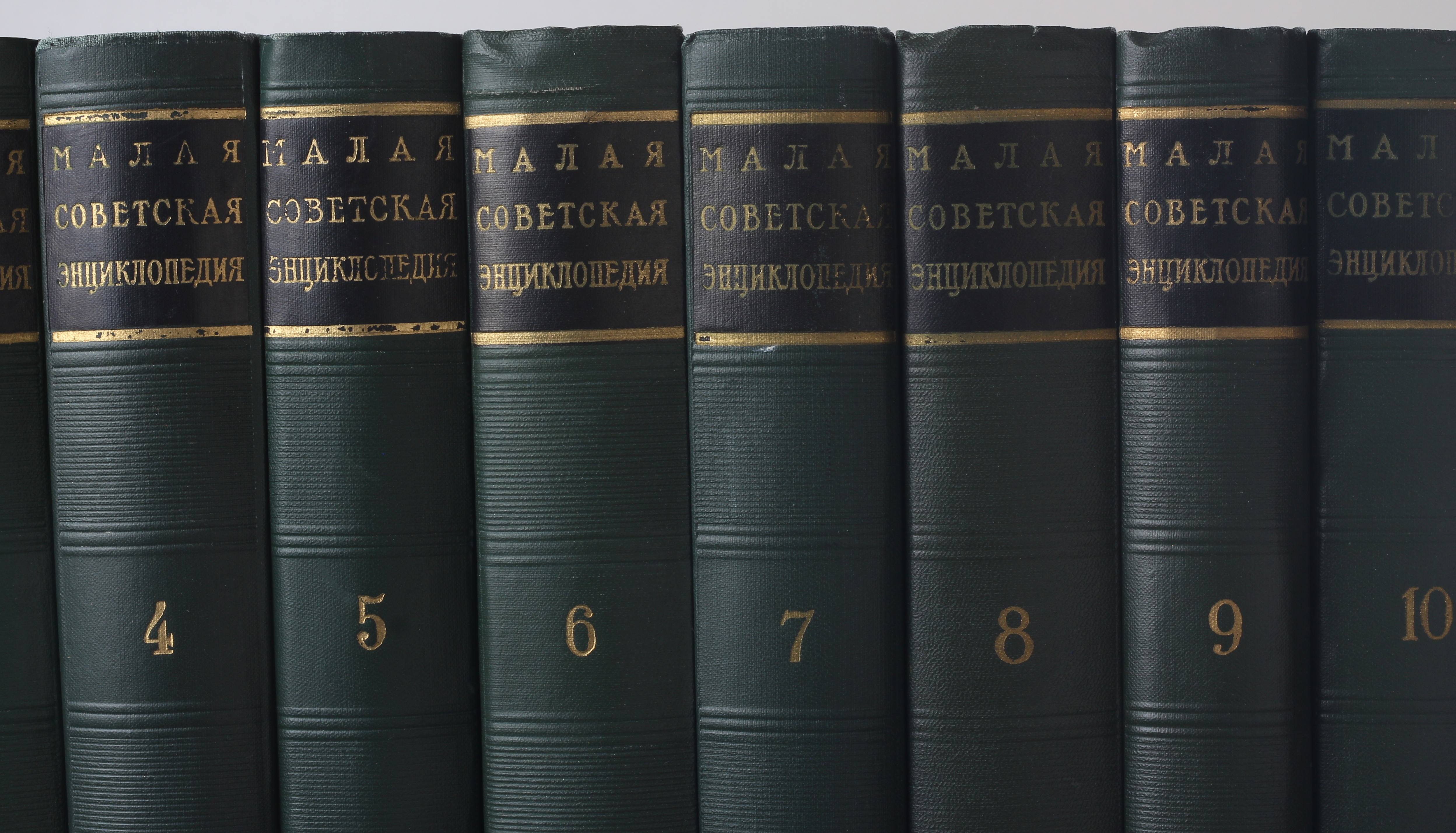
Корешки томов с тиснением (третье издание)
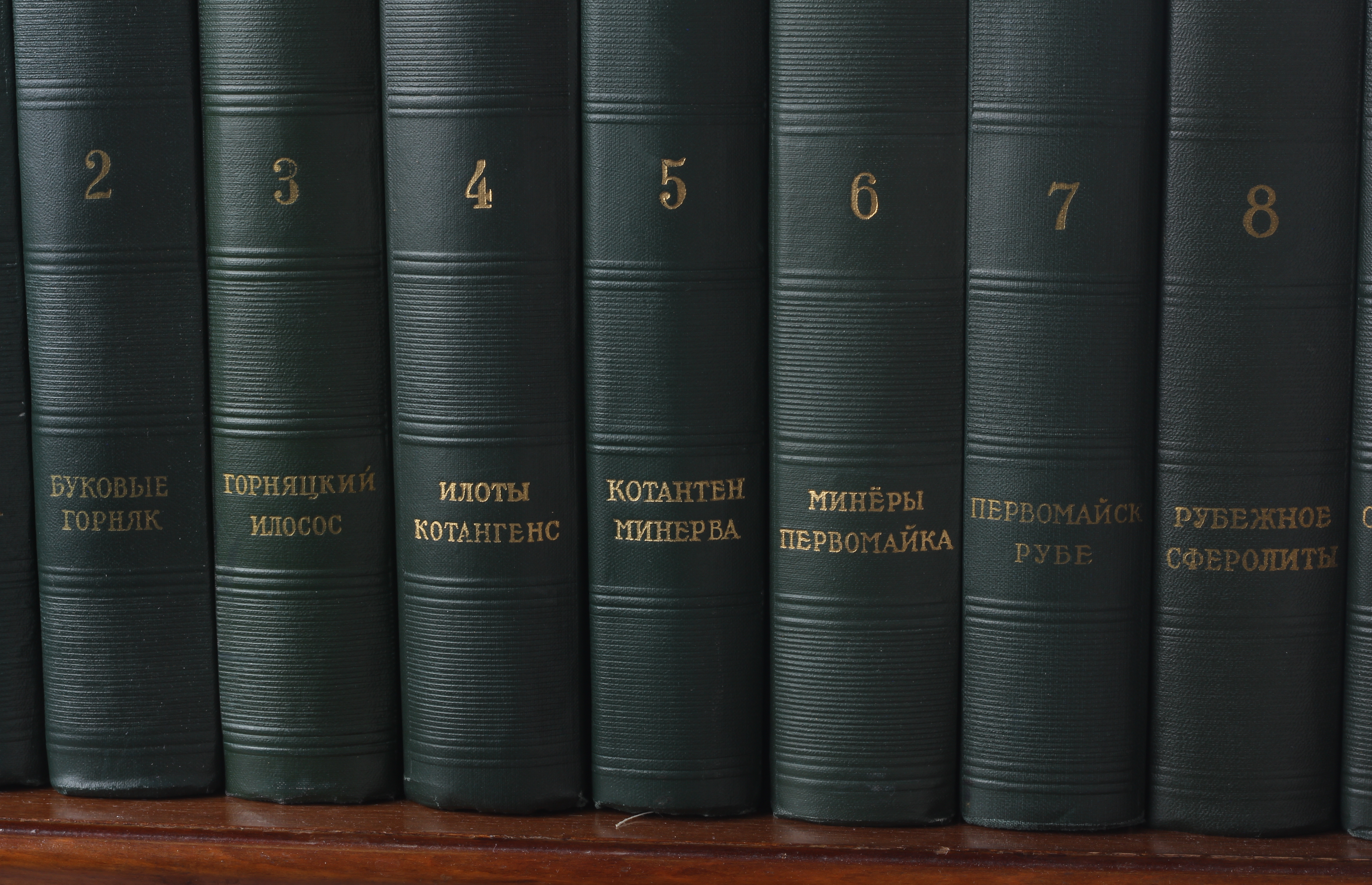
Корешки томов с тиснением (третье издание)
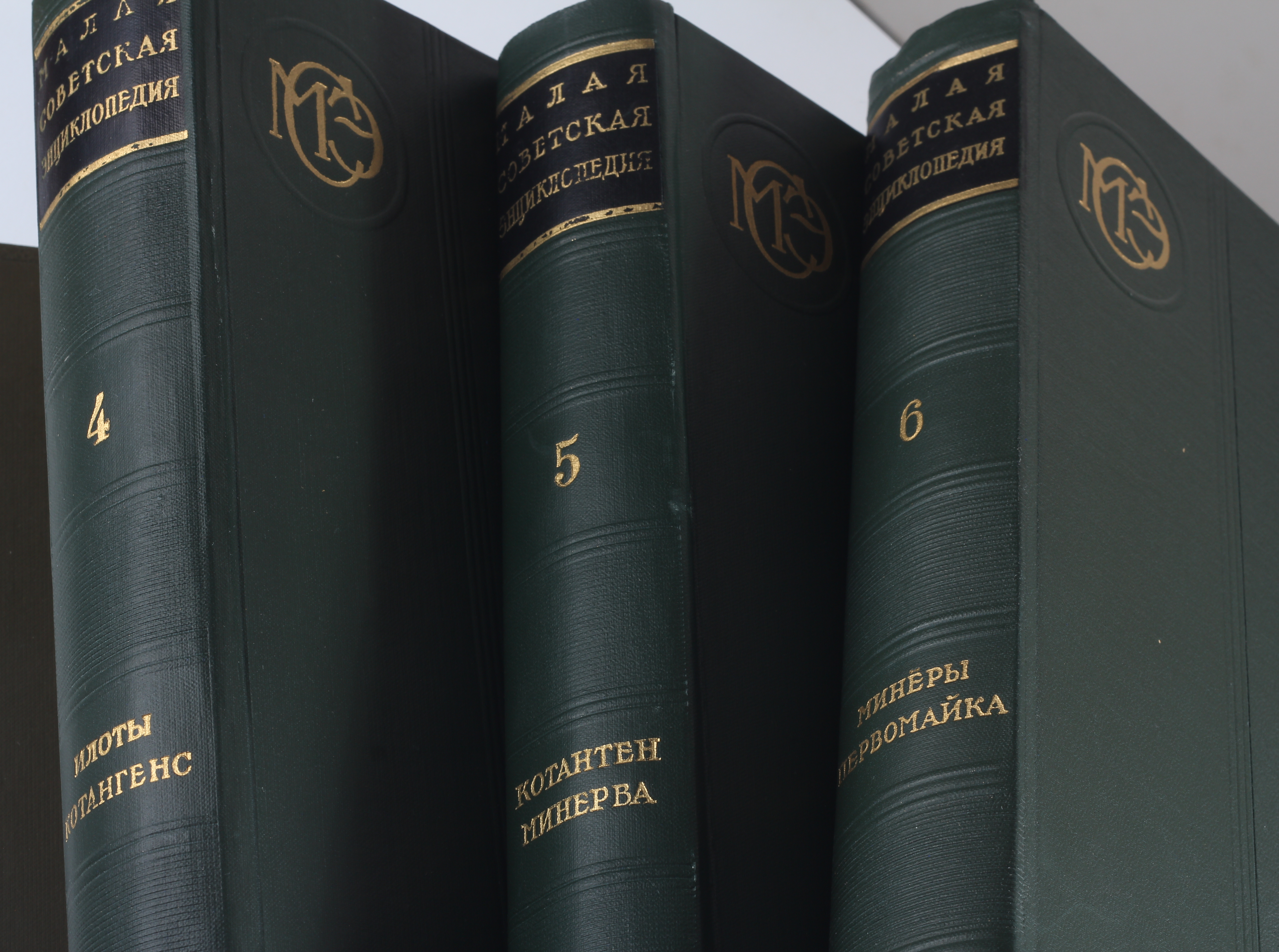
Малая советская энциклопедия (третье издание): Корешки томов с тиснением.